# 비에루슈프군

우치주 지도에 표시된 비에루슈프군의 위치

비에루슈프군(폴란드어: powiat wieruszowski)은 폴란드 우치주에 위치한 군으로 군청 소재지는 비에루슈프이며 면적은 576.22km2, 인구는 42,336명(2006년 기준), 인구 밀도는 73명/km2이다.
북동쪽으로는 시에라츠군, 동쪽으로는 비엘룬군, 남쪽으로는 오폴레주 올레스노군, 클루치보르크군, 서쪽으로는 비엘코폴스카주 켕프노군, 오스트셰슈프군과 접한다. 7개 지방 자치체(2개 도시형 농촌, 5개 농촌)를 관할한다.

군 문장